# 산내면 (정읍시)
산내면(山內面)은 대한민국 전북특별자치도 정읍시의 면이다. 넓이는 65.24km2이고, 인구는 2024년 기준으로 1,206명이다.
본래는 태인군(泰仁郡) 산내일변면(山內一邊面)과 산내이변면(山內二邊面)구역인데, 1914년 행정구역 개편 때에 이 두면을 병합하여, 산내면이라 하고 정읍군에 편입하였다. 그때에 종성(宗聖), 두월(斗月), 목욕(沐浴), 종산(宗山), 장금(長錦), 예덕(禮德), 능교(菱橋), 매죽(梅竹) 등 8개리로 편성 되었는데, 그 뒤 섬진강댐이 증축되어 수몰(水沒)지구가 늘자, 1973년 7월 1일 대통령령(令) 제6542호에 의하여 종산, 목욕2개리를 떼어 산외면에 편입시키고, 지금은 6개리만 남아 있다.
산내면은 정읍시 동남쪽 25km 지점에 위치한 해발 200m 이상의 중산간 지역으로 '정읍 9景'에 선정된 아름다운 '옥정호'와 '구절초 축제'의 고장으로 천혜의 자연경관과 어울린 체류형 농촌관광산업이 크게 발전하고 있다. 
또한 1965년 섬진강 다목적댐 준공 이후로 삶의 터전 부분이 수몰되어 876세대 5,499명의 수몰피해민이 고향을 떠나는 등 애환을 안았으며, 1999. 8. 12일 '옥정호'가 '상수원보호구역'으로 지정되면서 자연환경보전지역으로 관리되고 있다.

## 연혁
- 조선시대 태인군 산내면 1,2변면
- 1914. 3. 이후 정읍군 산내면(8개리 20분리)
- 1973. 7. 1. 목욕리, 종산리 산외면에 편입
- 1987. 1. 1. 종성3리 임실군 강진면에 편입
- 1995. 1. 1. 정읍시 산내면으로 개칭
- 2013. 9. 24. 종성리 이화동마을 법정습격

## 문화재 및 관광 자원
- 정읍 구절초 지방정원

## 행정 구역
| 법정리명       | 마을유래 | 자연마을 | 비고 |
| -------------- | --- | --- | ---- |
| 종성리(宗聖里) | 본래 태인군 산내일변면(山內一邊面)구역인데, 1914년 행정구역 개편 때에 백운동(白雲洞), 백여리(白如里), 묵동(墨洞), 종성리(宗聖里), 백학동(白鶴洞), 용운리(龍雲里) 각 일부를 병합하여, 중심마을 이름을 따서 종성리라 하고, 정읍군 산내면에 편입하였다.                                                                        | 1) 종성 1리(宗聖 1里) 마을 : 황토 2) 종성 2리(宗聖 2里) 마을 : 종성 3) 종성 3리(宗聖 3里) 마을 : 이화동                                                           |      |
| 장금리(長錦里) | 본래 태인군 산내이변면(山內二邊面) 구역인데, 1914년 행정구역 개편 때에 시동(市洞), 종암리(鍾岩里), 신기리(新基里), 평내리(坪內里), 백필리(白弼里), 사리(四里), 청동(淸洞), 일부를 병합하여 이 지역이 장검산(長劍山) 밑에 있기 때문에 그 이름과 비슷하게 장금리라 칭하고, 정읍군 산내면에 편입하였다.                        | 1) 장금 1 리(長錦 1里) 마을 : 사승 2) 장금 2리(長錦 2里) 마을 : 수침동 3) 장금 3리(長錦 3里) 마을 : 평내 4) 백필(白弼) 마을                                       |      |
| 매죽리(梅竹里) | 본래 태인군 산내이변면(山內二邊面) 구역인데, 1914년 행정구역 개편 때에 매죽리(梅竹里), 진삼동(眞三洞), 용성동(龍聖洞)을 병합하여, 중심마을 이름을 따라 매죽리라 하고, 정읍군 산내면에 편입하였다. | 1) 매죽 1리(梅竹 1里) 마을 : 매대 2) 매죽 2리(梅竹 2里) 마을 : 진상골 3) 사내(寺內) 마을                                                                          |      |
| 능교리(菱橋里  | 본래 태인군 산내이변면(山內二邊面) 지역인데, 행정구역 개편 때에 대능리(大菱里),용암리(龍岩里), 능교리(菱橋里), 문수리(文水里), 상허리(上許里), 구복리(九伏里), 염곡리(鹽谷里),를 병합하여, 중심마을 이름을 따서 능교리라 하고 정읍군 산내면에 편입하였다.                                                                   | 1)능교 1리(菱橋 1里) 마을 : 봉화대 2) 능교 2리(菱僑 2里) 마을 : 능교 3) 능교 3리(菱僑 3里) 마을 : 허궁실 4) 구복(龜伏) 마을 5) 신기(新基) 마을 6) 용암(龍岩) 마을 |      |
| 예덕리(禮德里) | 본래 태인군 산내이변면(山內二邊面)구역인데, 1914년 행정구역 개편 때에, 원덕리(元德里), 상예동(上禮洞), 하예동(下禮洞)을 병합하여, 예동과 원덕을 약칭한 예덕리라 하고, 정읍군 산내면에 편입하였다. | 1) 예덕 1리(禮德 1里) 마을 : 상례 2) 예덕 2리(禮德 2里) 마을 : 하례 3) 예덕 3리(禮德 3里) 마을 : 원덕                                                             |      |
| 두월리(斗月里) | 본래 태인군 산내일변면(山內一邊面)의 지역인데, 1914년 행정구역 개편 때에 상탄리(上灘里), 용강리(龍江利), 하둘(下斗里), 사교리(沙橋里), 상신리(上新里), 영동(永洞), 상두리(上斗里)와 산내이변면(山內二邊面) 용운리(用雲里) 각 일부를 병합하여 중심 마을 위?아래 말월(斗月)을 따서 두월리라 하고, 정읍군 산내면에 편입하였다. | 1) 두월 1일(斗月 1里) 마을 : 사교 2) 두월 2리(斗月 2里) 마을 : 상두 3) 두월 3리(“斗月 3里) 마을 : 자연동 4) 방성(訪聖) 마을 : 방성동                              |      |